# آنا گادبرسن
آنا گادبرسن (انگلیسی: Anna Godbersen؛ زادهٔ ۱۰ آوریل ۱۹۸۰) نویسنده اهل ایالات متحده آمریکا و مؤلف سری کتاب‌های لوکس است. اولین کتاب وی در سری جدیدش، چیزهای جدید درخشان، در ماه اکتبر سال ۲۰۱۰ منتشر شد.

## زندگی شخصی
آنا گادبرسن در سال ۱۹۸۰ در برکلی، کالیفورنیا به دنیا آمد. وی دوره دبیرستان را در مدرسه برکلی در برکلی، کالیفرنیا گذراند. وی در کالج بارنارد در شهر منهتن درس خواند و هم‌اکنون در بروکلین، نیویورک زندگی می‌کند.

### کتاب‌های لوکس
لوکس (۲۰ نوامبر ۲۰۰۷)
شایعات (۳ ژوئن ۲۰۰۸)
حسادت (۲۷ ژوئیه ۲۰۰۹)
شکوه (۲۷ اکتبر۲۰۰۹)

### کتاب‌های چیزهای جدید درخشان
چیزهای جدید درخشان (۱۲ اکتبر۲۰۱۰)
روزهای زیبا (۲۰ سپتامبر۲۰۱۱)
خوش‌شانس‌ها (۲۷ نوامبر ۲۰۱۲)

### کارهای دیگر
طلایی (بور) (۲۰۱۴)